# Porta Maggiore

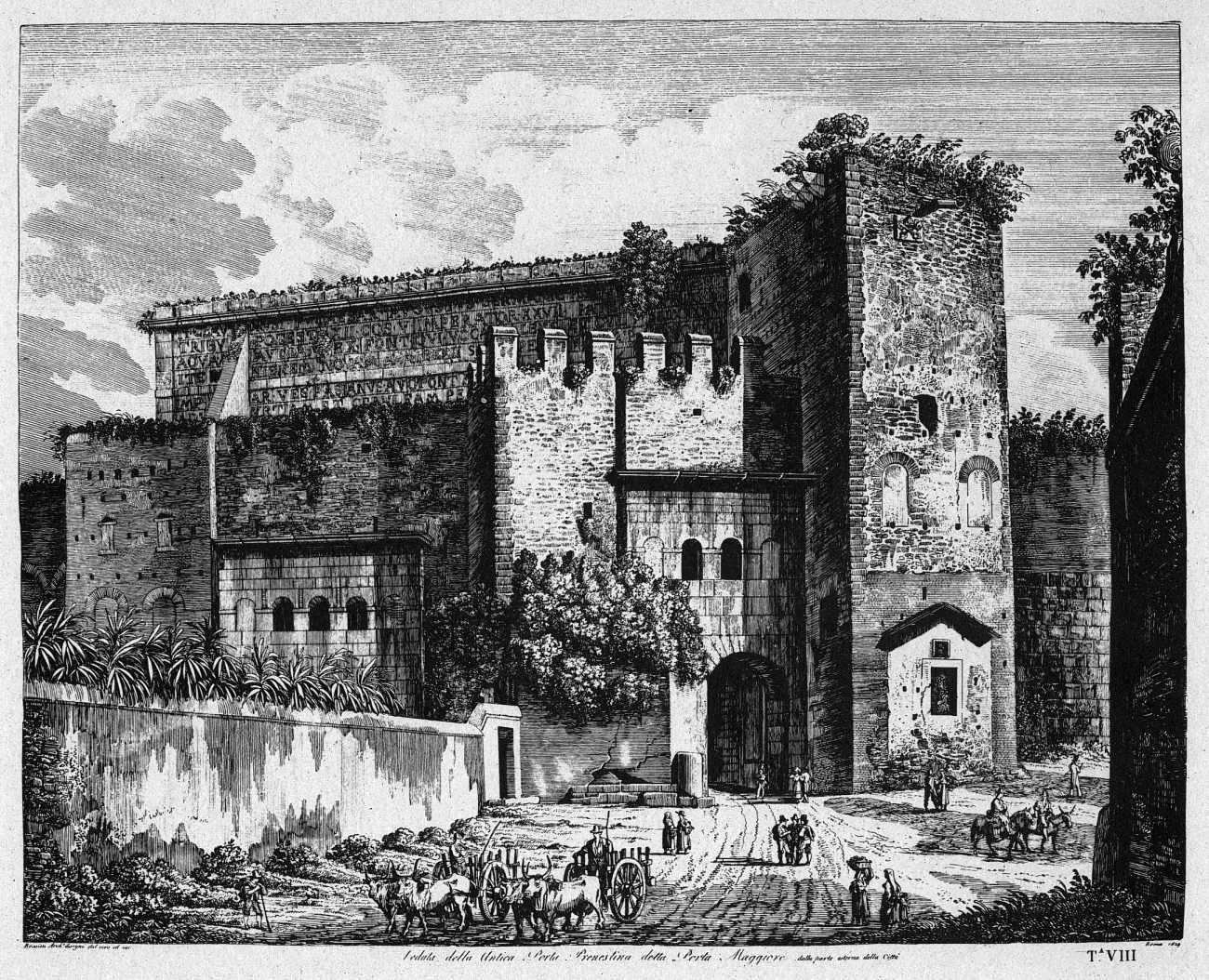
De Porta Maggiore met de versterkingen van Honorius

De Porta Maggiore is een stadspoort in de antieke Aureliaanse Muur in Rome. De poort werd in de 1e eeuw gebouwd als ereboog en in de 3e eeuw verbouwd tot stadspoort. De oorspronkelijke naam was Porta Praenestina.

## Triomfboog onder twee aquaducten
De poort is gebouwd in 52 onder keizer Claudius. en maakte deel uit van 2 aquaducten; de Aqua Claudia en de Aqua Anio Novus. Boven de arcaden zijn nog de kanalen zichtbaar waardoor het water stroomde. Het was destijds gebruikelijk om op de plaats waar een aquaduct een belangrijke weg kruiste, rijkelijk gedecoreerde arcaden in de vorm van een triomfboog te bouwen ter ere van de keizer die de bouw had bekostigd. Bij de Porta Maggiore begonnen twee antieke Romeinse wegen, de Via Praenestina en de Via Labicana.

## Opname in de Aureliaanse Muur
Tussen 271 en 280 werd een nieuwe stadsmuur om Rome gebouwd door keizer Aurelianus. De architecten van de keizer moesten deze muur zo snel en goedkoop mogelijk bouwen. Om dit mogelijk te maken werden vele bestaande gebouwen en aquaducten die de muur zouden kruisen simpelweg versterkt en er in opgenomen. De Porta Praenestina was eenvoudig om te bouwen tot stadspoort. De arcaden werden dichtgemaakt, maar het aquaduct bleef wel gewoon functioneren.
In 401 liet keizer Honorius grote verbeteringen aan de Aureliaanse Muur aanbrengen. Zo werd voor de Porta Maggiore een tweede dubbele poort met aan beide zijden grote vierkante torens gebouwd. Hier door ontstond een klein fort met een binnenplaats. Dit fort is door de Romeinse familie Colonna in de middeleeuwen nog verder uitgebreid.

## Bouw
De poort is gebouwd uit travertijn en heeft twee doorgangen die gevormd worden door de arcaden van twee gestapelde aquaducten. Boven de arcaden ligt een hoge attiek met drie banden. Op deze banden staan inscripties ter ere van de bouwer Claudius en van de keizers Vespasianus en Titus, die de Porta Maggiore in 71 en 81 lieten restaureren.
De poort is versierd met Korinthische zuilen en entablementen. Deze zijn nogal ruw afgewerkt wat een kenmerk van de architectonische stijl in de tijd van Claudius is.

## Porta Maggiore tegenwoordig
In 1838 liet Paus Gregorius XVI alle fortificaties weer afbreken en de Porta Maggiore in de oorspronkelijke staat herstellen. Bij het afbreken van een van de torens kwam een ander uniek monument tevoorschijn: De Tombe van Eurysaces. Dit is het grafmonument van een rijke bakker uit de 1e eeuw voor Christus. Een fries op het monument laat scènes zien van het bakken en verkopen van brood. De tombe was als basis voor de toren gebruikt.
Een gedeelte van de poort van Honorius is bewaard gebleven en naast de huidige poort geplaatst. Hier is nog de inscriptie "Arcadio et Honorio" (de keizers Arcadius en Honorius) zichtbaar.

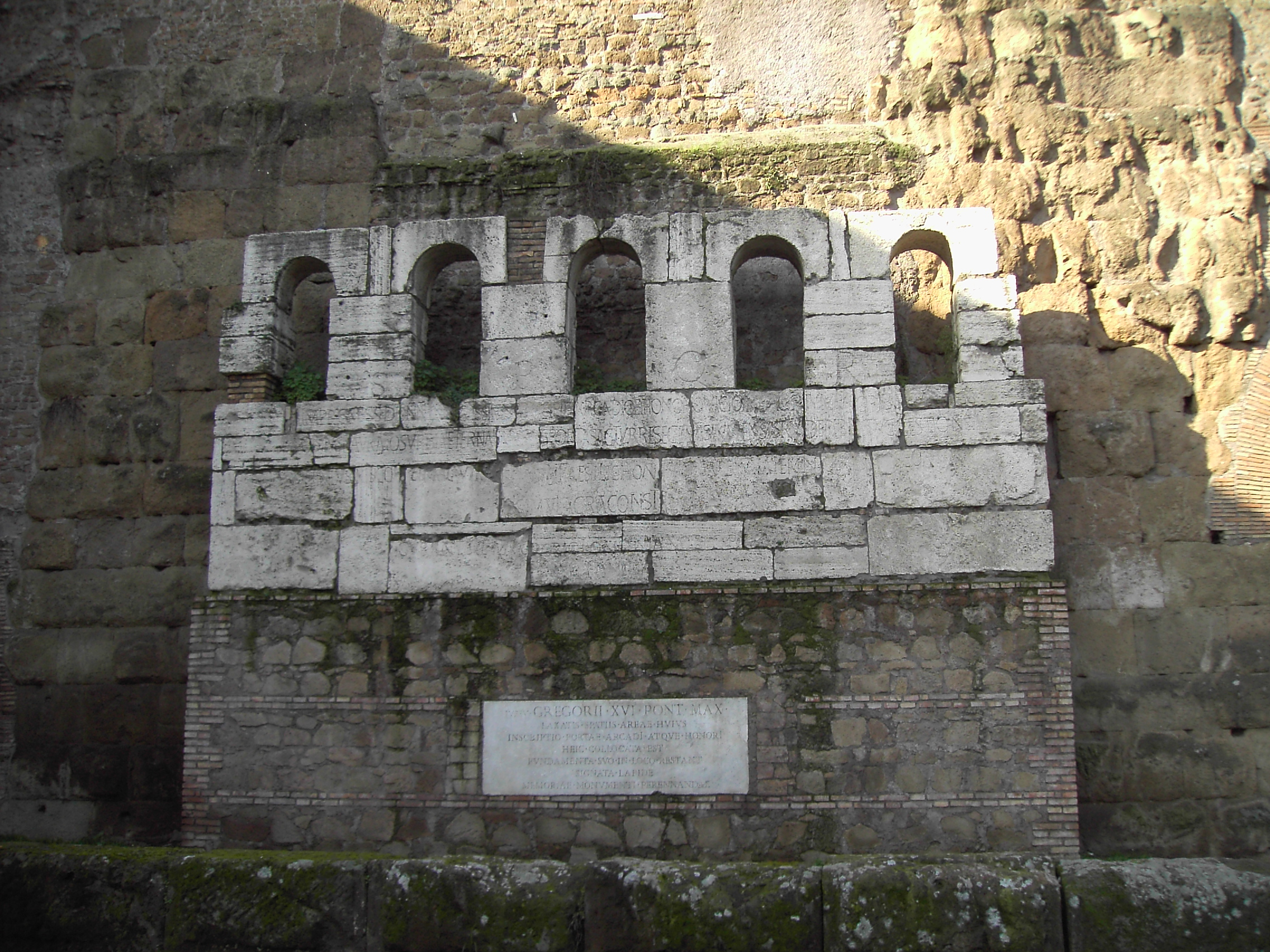
Bewaard gebleven deel van de tweede poort van Honorius

## Trivia
- De Porta Maggiore heeft meerdere namen gehad in het verleden; Porta Praenestina is de originele naam maar de poort is ook nog bekend als Porta Labicana (naar de tweede weg die op deze plaats begon) en Porta Naevia.
- De poort dankt zijn huidige naam aan de Basiliek van Santa Maria Maggiore. De Porta Maggiore is in de middeleeuwen zo genoemd om de vele pelgrims die Rome bezochten via deze poort de kortste weg naar de Basiliek te wijzen.
- Onder de poort ligt nog een gedeelte van de oude Romeinse weg waarop duidelijk te zien is dat door het drukke verkeer in de oudheid karrensporen in het plaveisel zijn uitgesleten.

## Afbeeldingen

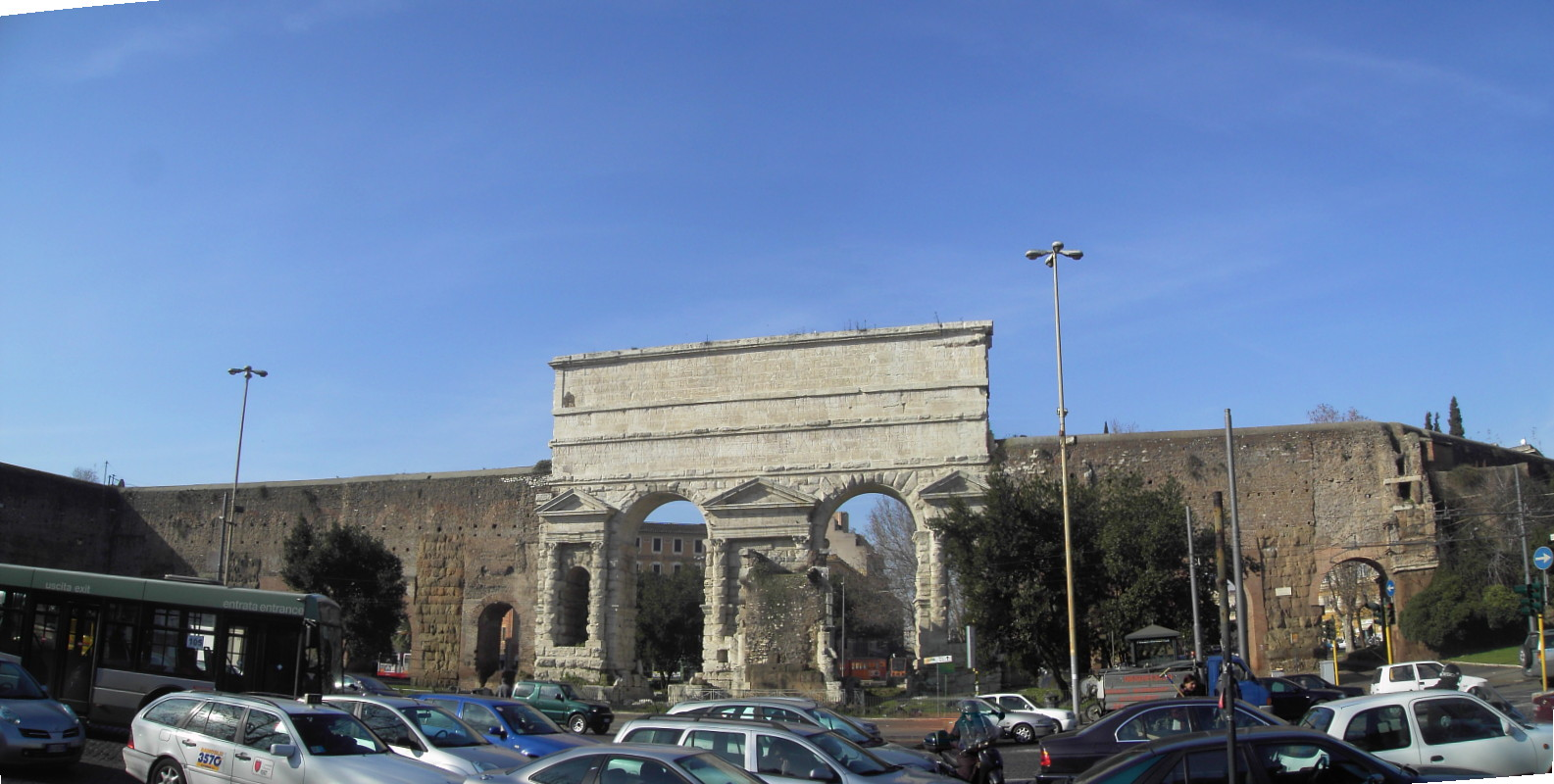
Porta Maggiore en de Aureliaanse Muur
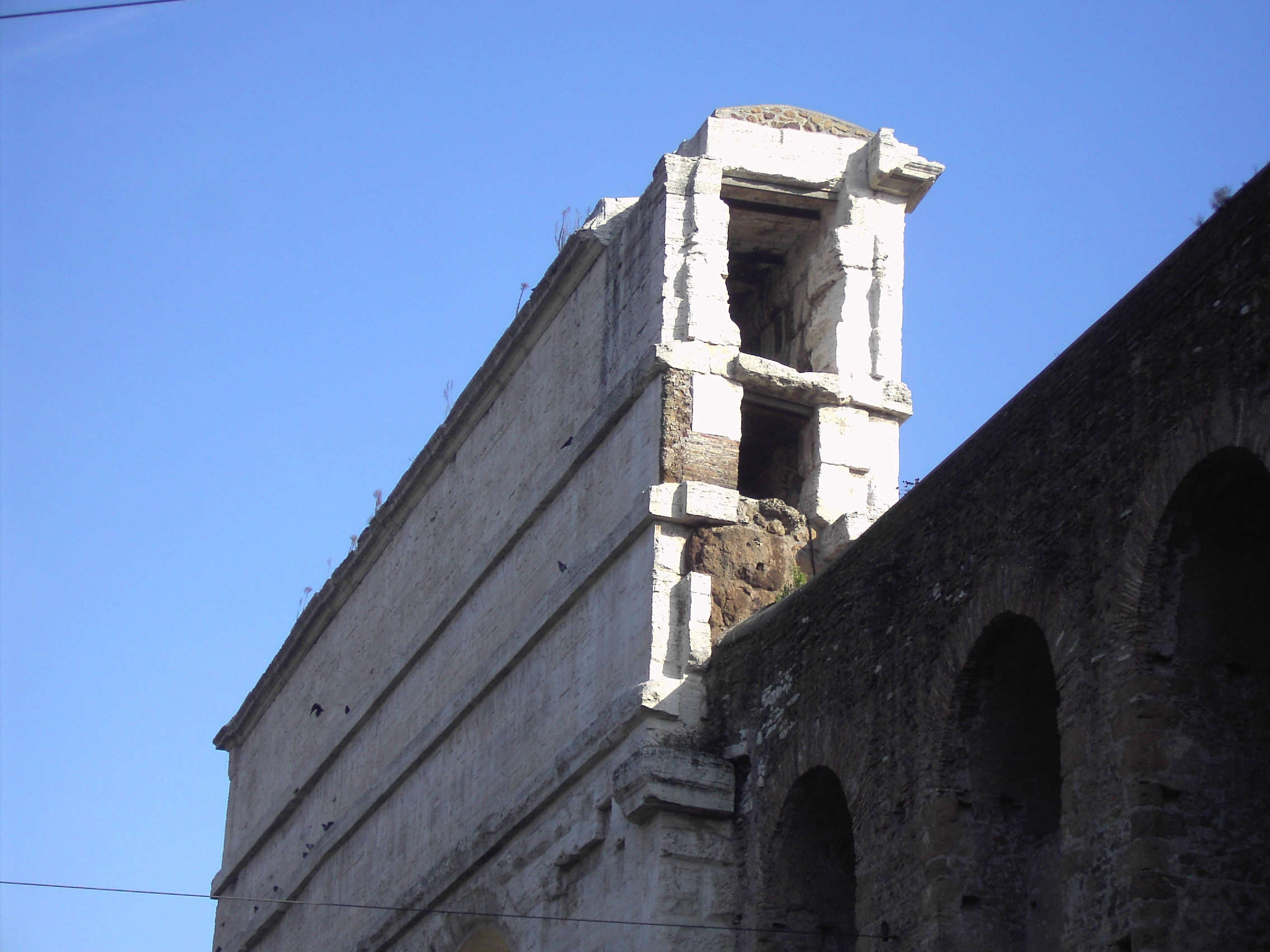
De waterkanalen boven in de attiek van de poort
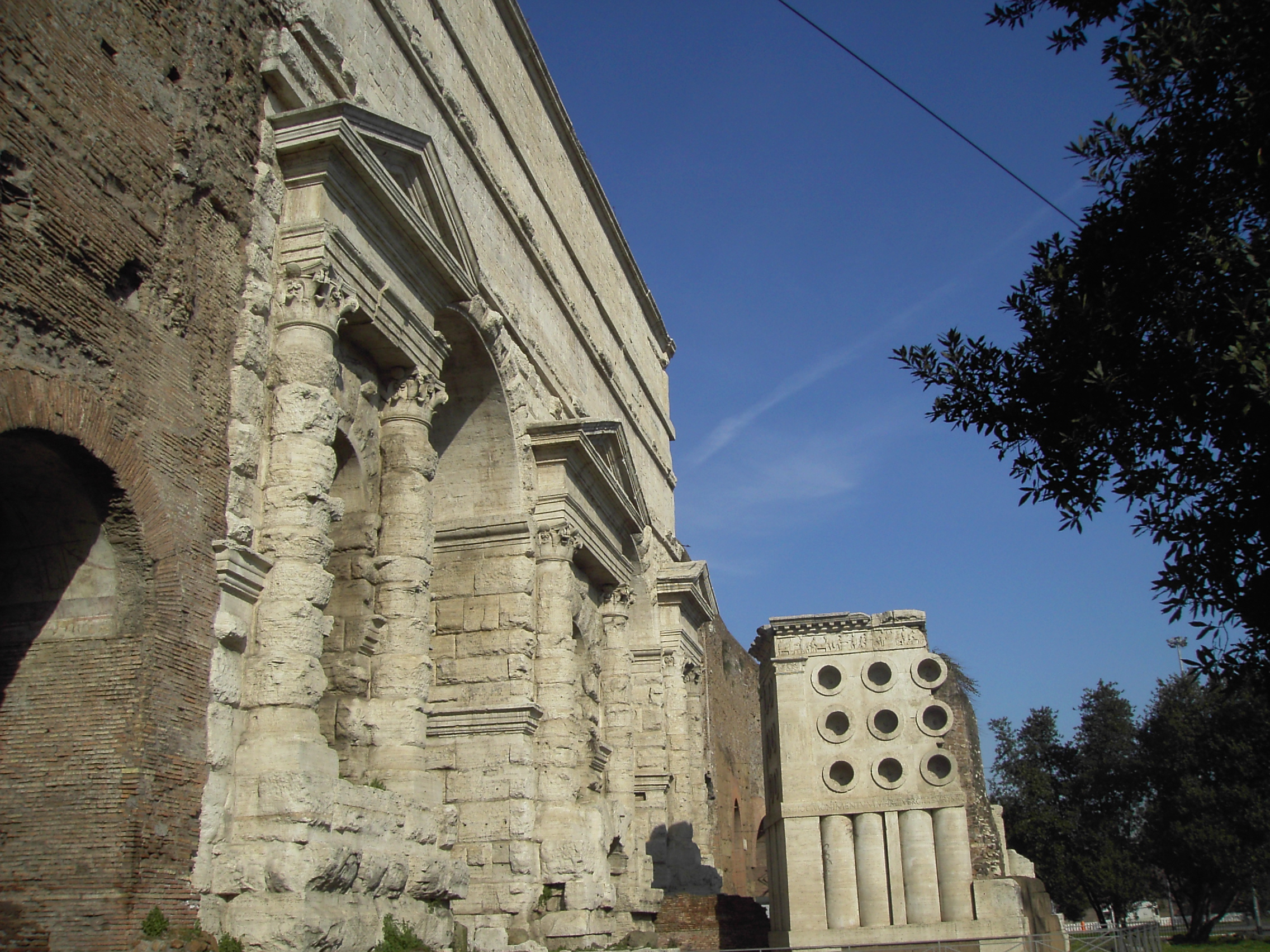
Ruwe afwerking en de Tombe van Eurysaces
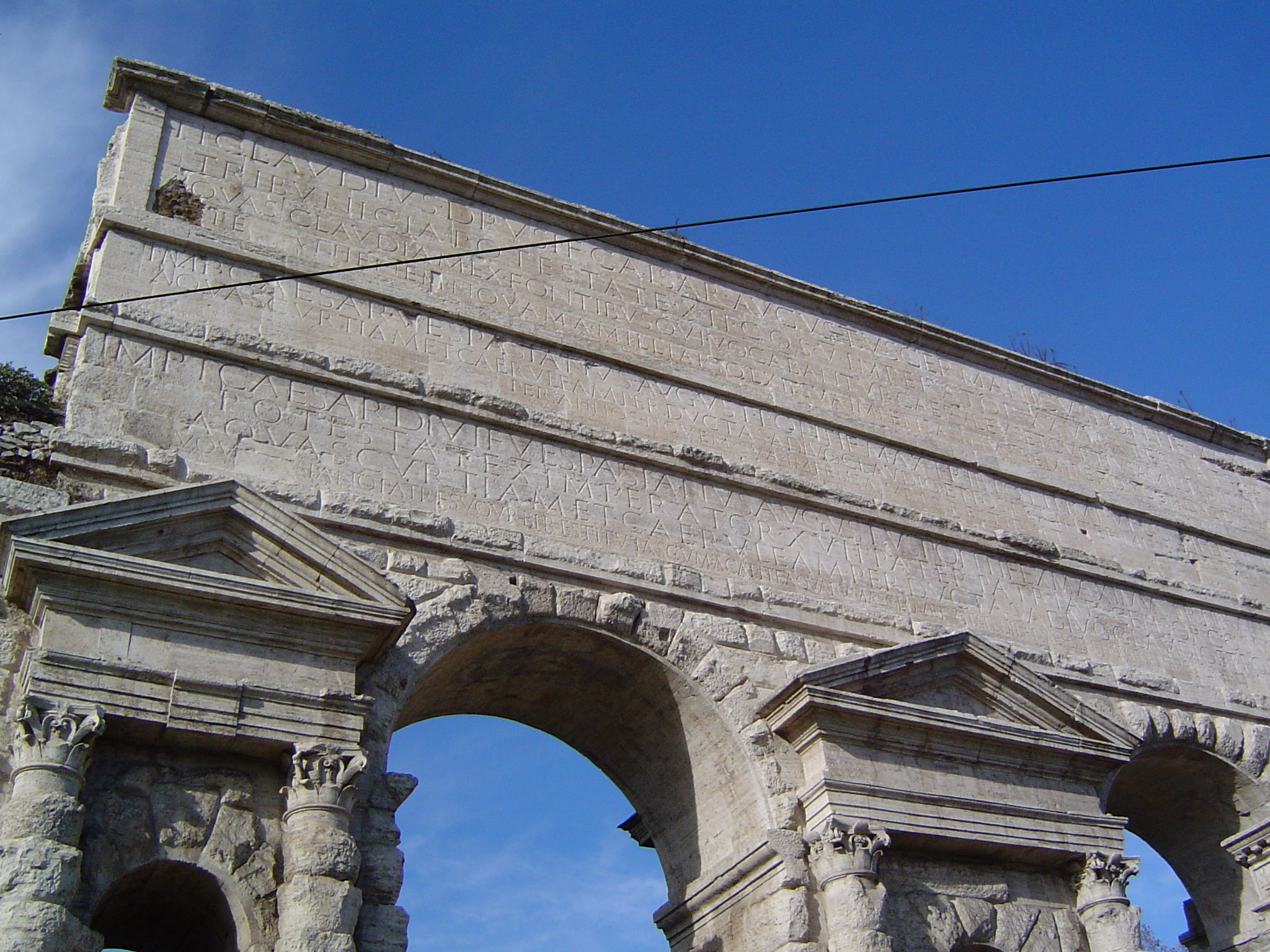
De inscripties op de attiek

Porta Flaminia · Porta Pinciana · Porta Salaria · Porta Nomentana · Porta Clausa · Porta Tiburtina · Porta Praenestina · Porta Asinaria · Porta Metrovia · Porta Latina · Porta Appia · Porta Ardeatina · Porta Ostiensis · Porta Portuensis · Porta Aurelia · Porta Septimiana